# Smilax guiyangensis
Smilax guiyangensis är en enhjärtbladig växtart som beskrevs av C.X.Fu och C.D.Shen. Smilax guiyangensis ingår i släktet Smilax och familjen Smilacaceae. Inga underarter finns listade.